# Agrilus neabditus
Agrilus neabditus es una especie de insecto del género Agrilus, familia Buprestidae, orden Coleoptera.
Fue descrita científicamente por Knull, en 1935.